# New Haven (condado de Dunn, Wisconsin)
New Haven es un pueblo ubicado en el condado de Dunn en el estado estadounidense de Wisconsin. En el Censo de 2010 tenía una población de 677 habitantes y una densidad poblacional de 7,18 personas por km².

## Geografía
New Haven se encuentra ubicado en las coordenadas 45°9′58″N 92°5′44″O / 45.16611, -92.09556. Según la Oficina del Censo de los Estados Unidos, New Haven tiene una superficie total de 94.29 km², de la cual 94.18 km² corresponden a tierra firme y (0.12%) 0.12 km² es agua.

## Demografía
Según el censo de 2010, había 677 personas residiendo en New Haven. La densidad de población era de 7,18 hab./km². De los 677 habitantes, New Haven estaba compuesto por el 98.97% blancos, el 0% eran afroamericanos, el 0% eran amerindios, el 0.3% eran asiáticos, el 0% eran isleños del Pacífico, el 0.74% eran de otras razas y el 0% pertenecían a dos o más razas. Del total de la población el 1.18% eran hispanos o latinos de cualquier raza.